# Apolonov hram u Pompejima
Apolonov hram, poznat i kao Apolonovo svetište, rimski je hram izgrađen 120. godine pr. Kr. i posvećen grčkom i rimskom bogu Apolonu u starorimskom gradu Pompeji, u južnoj Italiji. Svetište je bilo javni prostor pod utjecajem rimskih kolonista koji je bio posvećen grčko-rimskoj vjeri i kulturi.

## Arhitektura
Smješten na forumu (tržnici) i okrenut prema sjevernoj strani grada, najvažniji je sakralni objekt u gradu. Bio je to jedan od dva najranija hrama izgrađena u Pompejima, a drugi je bio 
hram Minerve i Herkula, koji se nalazio u blizini foruma. Apolonov kult, uvezen iz Grčke, bio je raširen u Kampaniji, a iskopavanja u blizini hrama pokazala su da je u Pompejima bio prisutan od 6. stoljeća pr. Današnji izgled svetišta potječe iz njegove ponovne izgradnje u 2. stoljeću prije Krista i daljnje rekonstrukcije za popravak štete od potresa 62. godine, u kojem se veliki dio hrama srušio i popravke koji su ostali nedovršeni u vrijeme erupcije. Hram, u središtu svetog ograđenog prostora, bio je sa sve četiri strane okružen širokim nizom stupova od tufa iz Nocere, izvorno užljebljenih i s jonskim kapitelima, koji su zamijenjeni stupovima od štukature i korintskim kapitelima obojenim žutom, crvenom i žutom bojom. tamno plava.
Sam hram, peripteros s 48 jonskih stupova, nalazio se na visokom podiju i ulazio je u niz impozantnih stepenica, u spoju grčkih i italskih arhitektonskih ideja. Naos je neobično smješten dalje u odnosu na peristil. Ispred stuba još uvijek se može vidjeti bijeli mramorni oltar na sedrenoj podlozi, s latinskim natpisom koji daje imena quattuorvirija koji su ga posvetili. Sa strane stuba nalazi se jonski stup koji je držao sunčani sat i ispisanu ploču koju je darovao par sudaca, za koje je zabilježeno da su donirali još jednu ploču i sjedalo na Trokutastom forumu.
Na bočnoj strani obodnog zida Apolonovog hrama, okrenutoj prema gradskom forumu, izvađena je niša koja sadrži mensa ponderaria; tablica s gradskim službenim mjerama, kojom se građanima jamčila sigurnost protiv lažnih trgovaca i robe.

## Iskopavanja
Iskopavanje hrama počelo je u veljači 1817. i pogrešno je identificiran kao Venerin hram, a zatim kao Merkurov hram kada su pronađeni fragmenti mramorne statue i dvije brončane ruke postavljene za ispaljivanje strijele. Fragmenti pripadaju božanstvima hrama – jedan predstavlja Apolona, drugi poprsje Dijane – a oba su bila okrenuta prema stupovima trijema. Izloženi su u muzeju J. Paul Getty u Malibuu u Kaliforniji, iako su kopije dviju njih postavljene na mjesto gdje su pronađeni originali.
Elegantni dorski arhitrav metopa i triglif koji počivaju na stupovima pretvoren je u kontinuirani friz s grifonima, festonima i lišćem. Danas ostaci pročelja hrama izgledaju kao i izvorno, budući da je gotovo sva ta transformacija u žbuci nestala.

## Vanjske poveznice
|  | Zajednički poslužitelj ima još gradiva o temi Apolonov hram u Pompejima |